# Gutenbergia westii
Gutenbergia westii là một loài thực vật có hoa trong họ Cúc. Loài này được (Wild) Wild & G.V.Pope mô tả khoa học đầu tiên năm 1977.